# Deutsche Freie-Partie-Meisterschaft 1982/83
Die Deutsche Freie-Partie-Meisterschaft 1982/83 ist eine Billard-Turnierserie und fand am 14. Oktober 1982 in Gladbeck zum 20. Mal statt.

## Geschichte
Der Billard-Verband Westfalen als Verband und die Gladbecker Billard-Union als lokaler Ausrichter organisierten die Deutsche Meisterschaft.
Erst wurden drei regionale Qualifikationsturniere gespielt. Die jeweiligen Sieger qualifizierten sich für das Endturnier. Rekordsieger Klaus Hose wurde nach seinem Wechsel zum BSV Duisburg-Hochfeld 74 von seinem alten so wie seinem neuen Verein versehentlich nicht gemeldet und konnte er an dieser Meisterschaft nicht teilnehmen.
Der Bottroper Heinz Janzen war der Überraschungssieger der Deutschen Meisterschaft in der Freien Partie. Im Halbfinale eliminierte er den Titelverteidiger Dieter Wirtz glatt mit 2:0 Sätzen. Das Finale gegen den jungen Velberter Volker Simanowski gewann er nach 0:1 Satzrückstand noch mit 2:1. Dieter Wirtz wurde durch einen 2:0 Satzsieg gegen den Neunkirchener Klaus Müller Dritter.

## Modus
Gespielt wurde in den Qualifikationsgruppen bis 400 Punkte oder 10 Aufnahmen. In der Endrunde wurden zwei Gewinnsätze bis 200 Punkte gespielt. Das gesamte Turnier wurde mit Nachstoß gespielt.
Die Endplatzierung ergab sich aus folgenden Kriterien:
1. Matchpunkte
2. Generaldurchschnitt (GD)
3. Höchstserie (HS)

## Turnierverlauf
| #                          | Name                            | MP  | GD    | BED    | HS  |
| -------------------------- | ------------------------------- | --- | ----- | ------ | --- |
| 1                          | Klaus Müller (Neunkirchen)      | 5:1 | 57,14 | 133,33 | 290 |
| 2                          | Harald Graf (Fürth-Poppenreuth) | 5:1 | 46,41 | 100,00 | 335 |
| 3                          | Willi Steinberger (Kempten)     | 2:4 | 29,92 | 15,30  | 315 |
| 4                          | Gerd Hassmann (Neunkirchen)     | 0:6 | 11,17 | –      | 049 |
| Turnierdurchschnitt: 27,13 |                                 |     |       |        |     |

| MP    | Match Punkte (Sieger = 2; Unentschieden = 1; Verlierer = 0) |
| SV    | Satzverhältnis (nur bei Turnieren im Satzsystem)            |
| Pkte. | Erzielte Karambolagen                                       |
| Aufn. | benötigte Aufnahmen                                         |
| GD    | Generaldurchschnitt                                         |
| MGD   | Mannschafts-Generaldurchschnitt                             |
| BED   | Bester Einzeldurchschnitt eines Spielers                    |
| BEMD  | Bester Einzeldurchschnitt einer Mannschaft                  |
| BSD   | Bester Satzdurchschnitt eines Spielers                      |
| HS    | Höchstserie                                                 |
| WRP   | Weltranglistenpunkte                                        |

| #                          | Name                         | MP  | GD    | BED    | HS  |
| -------------------------- | ---------------------------- | --- | ----- | ------ | --- |
| 1                          | Volker Simanowski (Velbert)  | 4:2 | 77,53 | 200,00 | 343 |
| 2                          | Thomas Wildförster (Velbert) | 4:2 | 74,18 | 133,33 | 347 |
| 3                          | Dieter Großjung (Hilden)     | 2:4 | 35,66 | 29,40  | 223 |
| 4                          | Günter Siebert (Duisburg)    | 2:4 | 33,43 | 44,44  | 185 |
| Turnierdurchschnitt: 51,29 |                              |     |       |        |     |

| MP    | Match Punkte (Sieger = 2; Unentschieden = 1; Verlierer = 0) |
| SV    | Satzverhältnis (nur bei Turnieren im Satzsystem)            |
| Pkte. | Erzielte Karambolagen                                       |
| Aufn. | benötigte Aufnahmen                                         |
| GD    | Generaldurchschnitt                                         |
| MGD   | Mannschafts-Generaldurchschnitt                             |
| BED   | Bester Einzeldurchschnitt eines Spielers                    |
| BEMD  | Bester Einzeldurchschnitt einer Mannschaft                  |
| BSD   | Bester Satzdurchschnitt eines Spielers                      |
| HS    | Höchstserie                                                 |
| WRP   | Weltranglistenpunkte                                        |

| #                          | Name                          | MP  | GD    | BED    | HS  |
| -------------------------- | ----------------------------- | --- | ----- | ------ | --- |
| 1                          | Heinz Janzen (Bottrop)        | 4:2 | 59,26 | 80,00  | 278 |
| 2                          | Hans Wernikowski (Dortmund)   | 4:2 | 46,65 | 80,00  | 333 |
| 3                          | Werner Naruhn (Gelsenkirchen) | 4:2 | 31,55 | 133,33 | 245 |
| 4                          | Jörg Morawski (Gelsenkirchen) | 0:6 | 4,88  | –      | 043 |
| Turnierdurchschnitt: 31,52 |                               |     |       |        |     |

| MP    | Match Punkte (Sieger = 2; Unentschieden = 1; Verlierer = 0) |
| SV    | Satzverhältnis (nur bei Turnieren im Satzsystem)            |
| Pkte. | Erzielte Karambolagen                                       |
| Aufn. | benötigte Aufnahmen                                         |
| GD    | Generaldurchschnitt                                         |
| MGD   | Mannschafts-Generaldurchschnitt                             |
| BED   | Bester Einzeldurchschnitt eines Spielers                    |
| BEMD  | Bester Einzeldurchschnitt einer Mannschaft                  |
| BSD   | Bester Satzdurchschnitt eines Spielers                      |
| HS    | Höchstserie                                                 |
| WRP   | Weltranglistenpunkte                                        |

### Finalrunde
| Name              | MP  | SP  | 1. Satz | 2. Satz | 3. Satz | Pkte. | Aufn. | GD    | BSD    | HS  |
| ----------------- | --- | --- | ------- | ------- | ------- | ----- | ----- | ----- | ------ | --- |
| Halbfinale        |     |     |         |         |         |       |       |       |        |     |
| Dieter Wirtz      | 0:2 | 0:4 | 142(10) | 138(4)  |         | 280   | 14    | 20,00 | -      | 126 |
| Heinz Janzen      | 2:0 | 4:0 | 200(10) | 200(4)  |         | 400   | 14    | 28,57 | 50,00  | 135 |
| Volker Simanowski | 2:0 | 4:2 | 200(7)  | 29(4)   | 200(3)  | 429   | 14    | 30,66 | 66,66  | 151 |
| Klaus Müller      | 0:2 | 2:4 | 47(7)   | 200(4)  | 0(3)    | 247   | 14    | 17,64 | 50,00  | 100 |
| Spiel um Platz 3  |     |     |         |         |         |       |       |       |        |     |
| Dieter Wirtz      | 2:0 | 4:0 | 200(4)  | 200(1)  |         | 400   | 5     | 80,00 | 200,00 | 200 |
| Klaus Müller      | 0:2 | 0:4 | 17(4)   | 0(1)    |         | 17    | 5     | 3,40  | -      | 14  |
| Finale            |     |     |         |         |         |       |       |       |        |     |
| Heinz Janzen      | 2:0 | 4:2 | 41(3)   | 200(3)  | 200(3)  | 441   | 9     | 49,00 | 66,66  | 189 |
| Volker Simanowski | 0:2 | 2:4 | 200(3)  | 71(3)   | 90(3)   | 361   | 9     | 40,11 | 66,66  | 194 |

### Abschlusstabelle
| MP    | Match Points (Sieger = 2; Unentschieden = 1; Verlierer = 0) |
| Pkte. | Erzielte Karambolagen                                       |
| Aufn. | Benötigte Versuche                                          |
| GD    | Generaldurchschnitt                                         |
| BED   | Bester Einzeldurchschnitt eines Spielers                    |
| HS    | Höchstserie                                                 |
|       | Bester GD des Turniers                                      |
|       | Bester ED des Turniers                                      |
|       | Beste HS des Turniers                                       |
|       | 1. Platz (Gold)                                             |
|       | 2. Platz (Silber)                                           |
|       | 3. Platz (Bronze)                                           |

| Endklassement              | Endklassement               | Endklassement | Endklassement | Endklassement | Endklassement | Endklassement | Endklassement | Endklassement | Endklassement |
| Platz                      | Name                        | MP            | SP            | Pkt.          | Aufn.         | GD            | BED           | BSD           | HS            |
| -------------------------- | --------------------------- | ------------- | ------------- | ------------- | ------------- | ------------- | ------------- | ------------- | ------------- |
| 1                          | Heinz Janzen (Bottrop)      | 4:0           | 8:2           | 841           | 23            | 36,56         | 49,00         | 66,66         | 189           |
| 2                          | Volker Simanowski (Velbert) | 2:2           | 6:6           | 790           | 23            | 34,34         | 30,64         | 66,66         | 194           |
| 3                          | Dieter Wirtz (Duisburg)     | 2:2           | 4:4           | 680           | 19            | 35,78         | 80,00         | 200,00        | 364           |
| 4                          | Klaus Müller (Neunkirchen)  | 0:4           | 2:8           | 264           | 19            | 13,89         | –             | 50,00         | 100           |
| Turnierdurchschnitt: 30,65 |                             |               |               |               |               |               |               |               |               |